# 狭叶帚菊
狭叶帚菊（学名：Pertya angustifolia）是菊科帚菊属的植物，是中国的特有植物。分布在中国大陆的四川等地，生长于海拔3,550米的地区，多生长在草地及灌丛中，目前尚未由人工引种栽培。